# Golpe de Estado na Turquia em 1980
O Golpe de Estado na Turquia de 12 de setembro de 1980, liderado pelo Chefe do Estado Maior General Kenan Evren, foi o terceiro golpe de Estado na história da República da Turquia após o golpe de 1960 e do "Golpe de Memorando" de 1971.
A década de 1970 foi marcada por conflitos armados entre a direita política e a esquerda política, muitas vezes guerras proxy entre os Estados Unidos e a União Soviética, respectivamente. Para criar um pretexto para uma intervenção decisiva, os militares turcos permitiram a escalada dos conflitos; alguns afirmam que ativamente adotaram uma estratégia de tensão. A violência foi interrompida abruptamente depois, e o golpe foi saudado por alguns por restaurar a ordem.
Nos próximos três anos, as Forças Armadas da Turquia governaram o país por meio do Conselho de Segurança Nacional, antes da democracia ser restaurada.